# Vado a vivere da solo
Vado a vivere da solo è un film del 1982 diretto da Marco Risi. Primo film come regista di Risi, è anche il primo in cui Jerry Calà riveste un ruolo da protagonista.

## Trama
Giacomo, chiamato "Giacomino" per i genitori iperprotettivi, è un ventiseienne milanese studente fuoricorso di architettura. Al suo compleanno mamma e papà gli promettono qualunque cosa e lui, colta la palla al balzo, chiede loro i soldi necessari per potere andare a vivere da solo e rendersi finalmente indipendente. I genitori, dopo molte resistenze soprattutto da parte della madre, decidono alla fine di accontentarlo. Affitta allora un loft malconcio, all'ultimo piano di un palazzone senza ascensore, e lo arreda con mobili di seconda mano, ma con un tocco spiccato di originalità ispirata al gusto kitsch. Inizia da quel momento la sua avventura da scapolo gaudente, ma deve purtroppo sopportare le visite "pedagogiche" dell'invadente signor Giuseppe, quarantasettenne ex vicino di casa cacciato dalla moglie e che finisce per venire ad abitare da lui.
Quest'ultimo una sera riesce a condurre nell'appartamento due belle ragazze appena conosciute, Pina e Dina, che però si rivelano essere due rapinatrici. Presto questa effimera vita fatta di tentativi di seduzione andati male viene rotta dall'arrivo di Françoise, amica del proprietario di casa, bella e ingenua francese alla ricerca dell'uomo giusto, che inizialmente non si accorge dei sentimenti che Giacomino prova per lei e che tenta timidamente di dimostrarle. Le diverse peripezie che il trio attraverserà non terminano neanche con il matrimonio tra Giacomino e Françoise: il proprietario di casa, galeotto, una volta tornato dal suo soggiorno in India esige imperativo a suo uso l'appartamento. I due novelli sposi andranno perciò ad abitare in tenda su una terrazza con vista sul Duomo di Milano.

## Produzione
La pellicola, seppure ambientata a Milano, è stata girata in gran parte a Roma. In particolare, tra i principali luoghi di riprese si ricordano: piazza Bartolomeo Romano (quartiere Garbatella); piazza Mincio (quartiere Coppedè); Viale America, piazza Giovanni Agnelli e Viale della Civiltà Romana (quartiere EUR); l'ospedale George Eastman in viale Regina Elena, adoperato per le scene universitarie (quartiere Nomentano). Le uniche scene girate nel capoluogo lombardo sono quelle relative alla casa di Jerry Calà in Corso Venezia e il Duomo di Milano.

## Distribuzione
Il film è stato distribuito nelle sale cinematografiche italiane a partire dal 9 dicembre 1982.

## Accoglienza

### Incassi
Il film guadagnò 1.070.022.000 di lire e fu il 38º film più visto nei cinema italiani nella stagione cinematografica 1982-1983.

### Critica
Piacque alla critica che apprezzò soprattutto l'interpretazione dell'emergente protagonista Jerry Calà, tanto che Daniele Peracco lo paragonò agli allora più noti Carlo Verdone e Massimo Troisi, definendo il suo personaggio anche "abbastanza ben delineato e, a conti fatti, disincantato, con intorno un contesto umano di giovani parimenti improduttivi".

## Colonna sonora
Della colonna sonora del film è stato pubblicato solamente il tema omonimo, Vado a vivere da solo, composto a sei mani da Gianni Dinelli, Jerry Calà e Celso Valli, in un 7" pubblicato nel 1982 dall'etichetta discografica Numero Uno con numero di catalogo ZBN 7303.

### Tracce
1. Vado a vivere da solo (Parte I) – 3:22 (Gianni Dinelli, Jerry Calà, Celso Valli)
2. Vado a vivere da solo (Parte II) – 3:22 (Gianni Dinelli, Jerry Calà, Celso Valli)

Durata totale: 6:44

## Riconoscimenti
- 1983 – David di Donatello
  - Candidatura al miglior regista esordiente a Marco Risi